# Citronelal
Citronelalul este o monoterpenoidă aciclică naturală ce este răspândită în uleiul volatil al unor specii vegetale, în special cele din genul Cymbopogon.